# Crosby, Stills & Nash (album)
| Recensione | Giudizio |
| ---------- | -------- |
| AllMusic   |          |

Crosby, Stills & Nash è l'album di debutto dell'omonimo gruppo folk rock Crosby, Stills & Nash, pubblicato nel 1969 dalla Atlantic Records.
Il disco contiene due singoli di successo, Marrakesh Express e Suite: Judy Blue Eyes, che raggiunsero rispettivamente la posizione numero 28 e la 21 nella classifica statunitense Billboard Hot 100. L'album stesso si classificò al numero 6 della Billboard Top Pop Albums.
Nel 2003, l'album si è classificato alla posizione numero 259 nella lista dei 500 migliori album di tutti i tempi redatta dalla rivista Rolling Stone (con l'aggiornamento del 2012 è salito alla 262ª posizione).

## Il disco
L'album fu un debutto importante per la band, catapultandoli istantaneamente nei posti alti delle classifiche e rendendoli delle star. Il disco, insieme a Sweetheart of the Rodeo dei Byrds e Music from Big Pink della The Band dell'anno precedente, contribuì al cambiamento radicale nella musica popolare anglosassone che si distaccò dalla formula più volte sperimentata negli anni sessanta dai tanti gruppi che suonavano musica rock influenzata dal blues con una massiccia dose di chitarre elettriche. Crosby, Stills & Nash presentò un nuovo modo di intendere le proprie radici rock, utilizzando folk, blues, e persino il jazz senza assomigliare specificatamente a qualche artista del passato, e senza indugiare nella mera duplicazione di formule standard. I tre musicisti, non solo armonizzavano le proprie voci, ma miscelarono anche le loro personalità ed influenze stilistiche differenti: Crosby incentrato sul commento sociale e i pezzi d'atmosfera, Stills per l'utilizzo di elementi folk e country in complesse strutture rock, e Nash per l'accattivante gusto melodico pop, il tutto, per creare un amalgama di sicuro successo. In aggiunta ai singoli sopramenzionati, Crosby, Stills & Nash include alcune delle canzoni più conosciute del gruppo, come Wooden Ships e Helplessly Hoping. Suite: Judy Blue Eyes venne composta per Judy Collins, e Long Time Gone era una risposta al recente assassinio di Robert F. Kennedy.

### Copertina
La copertina originale dell'LP mostrava i tre membri della band seduti su un divano posizionato all'esterno di una casa a Big Bear, California.
Sulla copertina i membri sono, da sinistra a destra, Nash, Stills, e Crosby, per nessuna ragione in particolare, seduti nell'ordine inverso del titolo dell'album. La fotografia venne scattata dal fotografo loro amico Henry Diltz prima che la band decidesse il proprio nome. Trovarono una casa abbandonata al numero 809 di Palm Avenue, all'incrocio con un autolavaggio di Santa Monica. Pochi giorni dopo, il gruppo si decise per il nome "Crosby, Stills, & Nash", e per non creare confusione, i tre fecero ritorno alla location per rifare la foto seduti nell'ordine corretto, ma trovarono la casa ormai demolita.

## Tracce
Lato A
1. Suite: Judy Blue Eyes – 7:22 (Stephen Stills)
2. Marrakesh Express – 2:36 (Graham Nash)
3. Guinnevere – 4:43 (David Crosby)
4. You Don't Have to Cry – 2:43 (Stephen Stills)
5. Pre-Road Downs – 2:59 (Graham Nash)

Durata totale: 20:23
Lato B
1. Wooden Ships – 5:22 (David Crosby, Stephen Stills)
2. Lady of the Island – 2:36 (Graham Nash)
3. Helplessly Hoping – 2:37 (Stephen Stills)
4. Long Time Gone – 4:17 (David Crosby)
5. 49 Bye-Byes – 5:15 (Stephen Stills)

Durata totale: 20:07
Edizione CD del 2006, pubblicato dalla Rhino Records (R2 73290)
1. Suite: Judy Blue Eyes – 7:22 (Stephen Stills)
2. Marrakesh Express – 2:36 (Graham Nash)
3. Guinnevere – 4:43 (David Crosby)
4. You Don't Have to Cry – 2:43 (Stephen Stills)
5. Pre-Road Downs – 2:59 (Graham Nash)
6. Wooden Ships – 5:22 (David Crosby, Stephen Stills)
7. Lady of the Island – 2:36 (Graham Nash)
8. Helplessly Hoping – 2:37 (Stephen Stills)
9. Long Time Gone – 4:17 (David Crosby)
10. 49 Bye-Byes – 5:15 (Stephen Stills)
11. Do for the Others – 2:49 (Stephen Stills) – Bonus Track
12. Song with No Words – 3:18 (David Crosby) – Bonus Track
13. Everybody's Talkin' – 3:14 (Fred Neil) – Bonus Track
14. Teach Your Children – 3:14 (Graham Nash) – Bonus Track

Durata totale: 53:05

## Formazione
Crosby, Stills & Nash
- David Crosby – voce, chitarra
- Stephen Stills – voce, chitarra, basso, tastiera, percussioni
- Graham Nash – voce, percussioni, chitarra acustica

Altri musicisti
- Dallas Taylor – batteria, percussioni
- Jim Gordon - batteria in Marrakesh Express
- Cass Elliot - cori in Pre-Road Downs

Produzione
- Bill Halverson - ingegnere del suono
- Gary Burden – direzione artistica, design
- Henry Diltz – fotografia
- David Geffen – direzione
- Ahmet Ertegün – guida spirituale
- Barry Diament - masterizzazione, prima edizione CD
- Joe Gastwirt – masterizzazione, ristampa 1994
- Raymond Foye – note interne, ristampa 2006